# Ivasza Ajumu
Ivasza Ajumu (岩佐 歩夢, Ayumu Iwasa, Oszaka, 2001. szeptember 22. –) japán autóversenyző, a Red Bull Junior csapat tagja.

## Pályafutása

### Gokart
Ivasza 2005-ben Japánban kezdett el gokartozni, versenyszerűen pedig 2014-ben. Meg tudta nyerni a 2014-es Suzuka Karting bajnokság Yamaha-SS kategóriáját és a Suzuka Karting bajnokság x-30 osztályát is. Részt vett még a JAF Junior Karting Championship FP junior kategóriájában is.

### Alacsonyabb kategóriák
2017-ben versenyzett először Formula-autóban, a japán F4-es bajnokságban. Két futamon állt rajthoz a B-Max Racing pilótájaként. Ugyanebben az évben két versenyt teljesített az Ázsiai Formula Renault szériában. Mindkét futamon pole-pozícióból indult, és mindkét futamon 2. helyen végzett. A 2018-as szezonban ismét csak beugró versenyzőként indult, először az Rn-Sports színeiben, velük az első futamon egyből pontott tudott szerezni. Ugyanebben az évben az utolsó futamon 3. helyen végzett.
Az első teljes szezonját 2019-ben a Suzuka Racing School's Single Seater szériájában töltötte, ahol bajnok lett.
2020-ban Honda Junior versenyző lett és a francia Formula–4-es bajnokságban töltötte legsikeresebb szezonját addig, ahol dominálta a szériát, öt pole-t szerzett, kilencszer győzött és tizenötször állt dobogóra.

### Formula–3 Ázsia-bajnokság
2021 elején Ivasza az F3 Ázsiai-bajnokságában szerepelt, csapattársai Roy Nissany, Roman Staněk és Reece Ushijima lettek. Egyetlen dobogós helyezést szerzett, az első versenyhétvége negyedik futamán, a Dubai Autodrome pályán. Végül a 8. helyen zárta a bajnokságot.

### Formula–3
Ugyanebben az évben rajthoz állt a Forma 3-ban is. Csapattársa ismét Staněk volt, illetve Red Bull Junior-os társa Jak Crawford. A Hungaroringen másodikként futott be Lorenzo Colombo mögött, de miután Colombo a biztonsági autós figyelmeztetés alatt szabályt szegett, a győzelem Ivasza kezébe szállt. Második dobogóját Zandvoortban szerezte, harmadikként végezve Arthur Leclerc és Logan Sargeant mögött. A japán pilóta tizenkettedik helyen zárta összességében a szezont, az újoncok között pedig negyedik helyen, valamint megverte mindkét csapattársát is az összesített pontversenyben.

### Formula–2
Ivasza a DAMS csapatánál töltötte a szezon végi teszteket a Yas Marina pályán. 2022. január 14-én jelentette be a francia csapat, hogy a japán versenyzőt leigazolták a 2022-es szezonra, csapattársa Roy Nissany lesz. Katalóniában a sprintversenyen elérte az első dobogót a kategóriában, majd a Silverstone-i sprinten szintén a pódiumra állhatott, ahol Jack Doohan mögött ért célba. Első győzelmét a Paul Ricard-i fő versenyen szerezte, Théo Pourchaire előtt. A szezon utolsó versenyén, Yas Marinában megszerezte második győzelmét, köszönhetően a kiegyensúlyozott teljesítményének. A japán pilóta az 5. helyen zárta a szezont, és 2. legjobb lett az újoncok között.
A 2023-as szezonra is maradt a DAMS alkalmazásában, Arthur Leclerc mellett. Első diadalát Dzsiddában érte el, a sprintfutamon, szombaton. Melbourne-ben, Ausztráliában rajt-cél győzelmet aratott, domináns teljesítménnyel, amivel a bajnoki tabella élére állt. Harmadik győzelmét a szezonban a legendás monacói utcai pályán szerezte, a sprinten. A Red Bull Ringi fő fordulóban második helyezést ért el Richard Verschoor mögött. A Hungaroringen, a sprinten visszatért a dobogóra, Dennis Hauger mögött a második helyen végzett, ez az eredmény megismétlődött a monzai sprinten is, ahol Oliver Bearman mögött lett 2. Végül 165 ponttal a 4. helyen rangsorolták a versenyzők tabelláján.

### Super Formula
2024-re hazatért és a japán Super Formula bajnokságban indult a Team Mugen istállónál a sorozat kétszeres bajnoka, Nodzsri Tomoki mellett. Mindössze a második versenyén, Autopolisban, megszerezte első pole-ját. A rajtnál kipörögtek a kerekei és elvesztette a vezetést Makino Tadaszukével szemben, és ott is intették le. A következő fordulóban ismét második lett a Sportsland Sugo-n, a baleset miatt korán véget ért versenyen. Kiábrándítóan zárult a szezon a második szuzukai fordulóban, a rossz rajtok miatt csak a 9., illetve a 7. helyen zárta a versenyeket. Az 5. helyen zárta az évet 63,5 ponttal, összesen három dobogóval.
2025-ben is a csapat pilótája maradt.

### Formula–1
2021 elején bejelentették, hogy Ivasza Red Bull Junior pilóta lett.
A 2023-as Formula–1-es világbajnokság szezon utáni fiatalok tesztjén, Abu-dzabiban vezethette az AlphaTauri AT04-et. Egy autóprobléma ellenére 96 kört tett meg, ezzel összesítésben a 15. helyen végzett.
A 2024-es Japán nagydíjon első hivatalos Formula–1-es versenyhétvégéjén debütált, az első szabadedzésen, Daniel Ricciardo helyén az RB-ben. Az edzés végén a 16. helyen zárt, egy másodperccel lemaradva ideiglenes csapattársától és honfitársától, Cunoda Júkitól. Ugyanebben az évben, az idényzáró Abu-dzabi nagydíjon is autóba ült, tizenhetedikként végezve. A fiatal pilóták tesztjén a VCARB 01-et vezette, összesen 110 kört teljesítve.

## Eredményei

### Karrier összefoglaló
| Szezon | Bajnokság                   | Csapat            | Verseny        | Győzelem       | Pole           | Leggyorsabb kör | Dobogós helyezés | Pont           | Helyezés       |
| ------ | --------------------------- | ----------------- | -------------- | -------------- | -------------- | --------------- | ---------------- | -------------- | -------------- |
| 2017   | Japán Formula–4-bajnokság   | B-Max Racing Team | 2              | 0              | 0              | 0               | 0                | 0              | 28.            |
| 2017   | Ázsiai Formula Reanult      | Asia Racing Team  | 2              | 0              | 2              | 1               | 2                | 48             | 13.            |
| 2018   | Japán Formula–4-bajnokság   | Rn-Sports         | 2              | 0              | 0              | 0               | 0                | 8              | 17.            |
| 2020   | Francia Formula–4-bajnokság | FFSA Academy      | 21             | 9              | 5              | 7               | 15               | 338            | 1.             |
| 2021   | Formula–3                   | Hitech Grand Prix | 20             | 1              | 0              | 0               | 2                | 52             | 12.            |
| 2021   | Formula–3 Ázsia-bajnokság   | Hitech Grand Prix | 15             | 0              | 0              | 0               | 1                | 82             | 8.             |
| 2022   | Formula–2                   | DAMS              | 28             | 2              | 2              | 1               | 6                | 141            | 5.             |
| 2023   | Formula–2                   | DAMS              | 26             | 3              | 1              | 3               | 6                | 165            | 4.             |
| 2024   | Super Formula               | Team Mugen        | 9              | 0              | 1              | 0               | 3                | 63,5           | 5.             |
| 2024   | Formula–1                   | Racing Bulls      | Tesztpilóta    | Tesztpilóta    | Tesztpilóta    | Tesztpilóta     | Tesztpilóta      | Tesztpilóta    | Tesztpilóta    |
| 2025   | Super Formula               | Team Mugen        | 7              | 0              | 0              | 2               | 5                | 67             | 4*             |
| 2025   | Formula–1                   | Racing Bulls      | Tartalékpilóta | Tartalékpilóta | Tartalékpilóta | Tartalékpilóta  | Tartalékpilóta   | Tartalékpilóta | Tartalékpilóta |
| 2025   | Formula–1                   | Red Bull          | Tesztpilóta    | Tesztpilóta    | Tesztpilóta    | Tesztpilóta     | Tesztpilóta      | Tesztpilóta    | Tesztpilóta    |

### Teljes FIA Formula–3-as eredménysorozata
(Táblázat értelmezése)

(Félkövér: pole-pozícióból indult; dőlt: leggyorsabb kört futott) 

| Év   | Csapat            | 1          | 2         | 3          | 4         | 5         | 6         | 7           | 8          | 9         | 10        | 11         | 12         | 13         | 14         | 15         | 16        | 17         | 18         | 19         | 20        | 21        | Helyezés | Pont |
| ---- | ----------------- | ---------- | --------- | ---------- | --------- | --------- | --------- | ----------- | ---------- | --------- | --------- | ---------- | ---------- | ---------- | ---------- | ---------- | --------- | ---------- | ---------- | ---------- | --------- | --------- | -------- | ---- |
| 2021 | Hitech Grand Prix | ESP SP1 14 | ESP SP2 7 | ESP FEA 15 | FRA SP1 8 | FRA SP2 9 | FRA FEA 7 | AUT SP1 Kiz | AUT SP2 14 | AUT FEA 6 | HUN SP1 1 | HUN SP2 10 | HUN FEA 12 | BEL SP1 15 | BEL SP2 11 | BEL FEA 13 | NED SP1 3 | NED SP2 Ki | NED FEA 11 | RUS SP1 10 | RUS SP2 T | RUS FEA 9 | 12.      | 52   |

### Teljes FIA Formula–2-es eredménysorozata
(Táblázat értelmezése)

(Félkövér: pole-pozícióból indult; dőlt: leggyorsabb kört futott) 

| Év   | Csapat | 1         | 2          | 3         | 4         | 5          | 6         | 7          | 8          | 9          | 10          | 11        | 12         | 13         | 14         | 15         | 16        | 17        | 18        | 19        | 20         | 21         | 22         | 23         | 24        | 25         | 26          | 27         | 28        | Helyezés | Pont |
| ---- | ------ | --------- | ---------- | --------- | --------- | ---------- | --------- | ---------- | ---------- | ---------- | ----------- | --------- | ---------- | ---------- | ---------- | ---------- | --------- | --------- | --------- | --------- | ---------- | ---------- | ---------- | ---------- | --------- | ---------- | ----------- | ---------- | --------- | -------- | ---- |
| 2022 | DAMS   | BHR SPR 8 | BHR FEA 16 | KSA SPR 6 | KSA FEA 7 | IMO SPR 9  | IMO FEA 5 | ESP SPR 2  | ESP FEA 12 | MON SPR 19 | MON FEA 17† | AZE SPR 8 | AZE FEA 14 | GBR SPR 2  | GBR FEA 12 | AUT SPR 10 | AUT FEA 7 | FRA SPR 6 | FRA FEA 1 | HUN SPR 8 | HUN FEA 3  | BEL SPR 9  | BEL FEA 7  | NED SPR 6  | NED FEA 3 | ITA SPR 16 | ITA FEA Kiz | UAE SPR 13 | UAE FEA 1 | 5.       | 141  |
| 2023 | DAMS   | BHR SPR 4 | BHR FEA 8  | KSA SPR 1 | KSA FEA 4 | AUS SPR 13 | AUS FEA 1 | AZE SPR Ki | AZE FEA 12 | MON SPR 1  | MON FEA 10  | ESP SPR 8 | ESP FEA 4  | AUT SPR 11 | AUT FEA 2  | GBR SPR 21 | GBR FEA 5 | HUN SPR 2 | HUN FEA 4 | BEL SPR 7 | BEL FEA Ki | NED SPR 13 | NED FEA 13 | ITA SPR Ki | ITA FEA 2 | UAE SPR 8  | UAE FEA 4   |            |           | 4.       | 165  |

† A versenyt nem fejezte be, de helyezését értékelték, mert a versenytáv több, mint 90%-át teljesítette.

### Teljes Super Formula eredménysorozata
(Táblázat értelmezése)

(Félkövér: pole-pozícióból indult; dőlt: leggyorsabb kört futott) 

| Év   | Csapat     | 1     | 2      | 3       | 4       | 5      | 6     | 7     | 8      | 9     | 10  | 11  | 12  | Helyezés | Pont |
| ---- | ---------- | ----- | ------ | ------- | ------- | ------ | ----- | ----- | ------ | ----- | --- | --- | --- | -------- | ---- |
| 2024 | Team Mugen | SUZ 9 | AUT 21 | SUG 2‡2 | FUJ 112 | MOT 7  | FUJ 2 | FUJ 6 | SUZ 92 | SUZ 7 |     |     |     | 5.       | 63,5 |
| 2025 | Team Mugen | SUZ 2 | SUZ 32 | MOT Ki  | MOT 3   | AUT Ki | FUJ   | FUJ   | SUG    | FUJ   | FUJ | SUZ | SUZ | 4.*      | 41*  |

* A szezon jelenleg is zajlik.
‡ A versenyt félbeszakították, és mivel nem teljesítették a táv 75%-át, így csak a pontok felét kapta meg.

### Teljes Formula–1-es eredménysorozata
(Táblázat értelmezése)

(Félkövér: pole-pozícióból indult; dőlt: leggyorsabb kört futott) 

| Év   | Csapat       | 1   | 2   | 3   | 4      | 5   | 6   | 7   | 8   | 9   | 10  | 11  | 12  | 13  | 14  | 15  | 16  | 17  | 18  | 19  | 20  | 21  | 22  | 23  | 24     | Helyezés | Pont |
| ---- | ------------ | --- | --- | --- | ------ | --- | --- | --- | --- | --- | --- | --- | --- | --- | --- | --- | --- | --- | --- | --- | --- | --- | --- | --- | ------ | -------- | ---- |
| 2024 | Racing Bulls | BHR | SAU | AUS | JPN Tp | CHN | MIA | EMI | MON | CAN | ESP | AUT | GBR | HUN | BEL | NED | ITA | AZE | SIN | USA | MEX | BRA | LVS | QAT | UAE Tp | —        | —    |
| 2025 | Red Bull     | AUS | CHN | JPN | BHR Tp | SAU | MIA | EMI | MON | ESP | CAN | AUT | GBR | BEL | HUN | NED | ITA | AZE | SIN | USA | MEX | BRA | LVS | QAT | UAE    | —*       | —*   |

* A szezon jelenleg is zajlik.